# Strafverfolgungsbehörde (Deutschland)
Eine Strafverfolgungsbehörde oder Ermittlungsbehörde ist eine Behörde, deren Aufgabe und Verpflichtung es ist, Straftaten zu verfolgen. Zu den Strafverfolgungsbehörden gehören vor allem die Staatsanwaltschaften und die Polizeien (in Deutschland die Landespolizeien, die Bundespolizei und das Bundeskriminalamt), aber auch die Zollverwaltung sowie im Bereich des Abgabenrechts die Finanzverwaltung mit ihren Steuerfahndungsdienststellen.
Die Strafverfolgungsbehörden wenden das Strafprozessrecht, also in erster Linie die Strafprozessordnung, an. Sie sind gemäß § 152 Abs. 2 StPO an das Legalitätsprinzip gebunden, das besagt, dass grundsätzlich jedem Verdacht einer Straftat von Amts wegen nachgegangen werden muss, ohne dass insoweit ein Ermessen der Behörde besteht.

## Strafverfolgung und Gefahrenabwehr bei der Polizei
Die Polizei ist neben ihrer Aufgabe als Strafverfolgungsbehörde auch in der Gefahrenabwehr tätig. Zu unterscheiden ist zwischen der Gefahrenabwehr auf der einen Seite, der so genannten präventiven Tätigkeit, und der Strafverfolgung, der so genannten repressiven Tätigkeit, auf der anderen Seite. Die Gefahrenabwehr richtet sich vor allem nach den Polizeigesetzen der Bundesländer.
Die Polizei ist in der Regel diejenige Strafverfolgungsbehörde, die als erste vom Verdacht einer Straftat Kenntnis erlangt, zum Beispiel durch eine Strafanzeige. Sie hat dann im Rahmen eines Ermittlungsverfahrens gemäß § 163 StPO den Sachverhalt zu erforschen. Auch wenn in der Praxis die Polizei bis zu einem bestimmten Verfahrensstand selbständig ermittelt, wird dieser Verfahrensabschnitt rechtlich von der Staatsanwaltschaft geleitet, die gegenüber einer zuständigen Polizei weisungsbefugt ist. Man spricht insoweit von der Staatsanwaltschaft als „Herrin des Ermittlungsverfahrens“.